# Piave
El Piave és un riu del nord d'Itàlia (Vèneto). El seu principal afluent és el Cordevole. Altres afluents són l'Ansiei, el Boite, el Maè, el Soligo, el Sonna i el Tesa. Neix als Alps i desemboca a la mar Adriàtica prop de Venècia, en una plana molt ampla. Entre els ramals del riu quan arriba al mar s'hi formen bancs de grava i petits illots. Té 220 km de llarg i una conca fluvial de 4.100 km².
El seu nom en llatí era Plavis. És un dels rius més importants d'aquesta part d'Itàlia, però Plini el Vell, inexplicablement no en parla, tot i que menciona diversos rius més petits propers al Plavis. Al textos antics, la primera menció del riu el fa Pau Diaca, i després se'l descriu a la Cosmografia de Ravenna.
A la seva riba va tenir lloc un dels episodis més importants per a Itàlia durant la Primera Guerra Mundial, la batalla del Piave, entre el 15 i el 23 de juny de 1918, que va ser la darrera ofensiva de l'Imperi Austrohongarès. La retirada de l'exèrcit de Carles I d'Àustria i IV d'Hongria va significar el declivi definitiu d'aquell imperi.
Piave és també una Denominació d'Origen vitícola vèneta, els seus vins tradicionals són els raboso,  prosecco, carménère, merlot i verduzzo.